# Monastère des Carmes déchaux de Berdytchiv
Le monastère des Carmes déchaux est un monastère catholique des Carmes déchaux situé à Berdytchiv en Ukraine, sur le territoire du diocèse de Kiev-Jytomyr. Son église de l’Immaculée-Conception est reconnue sanctuaire national par la Conférence des évêques catholiques romains d’Ukraine depuis le 27 octobre 2011,.

## Galerie

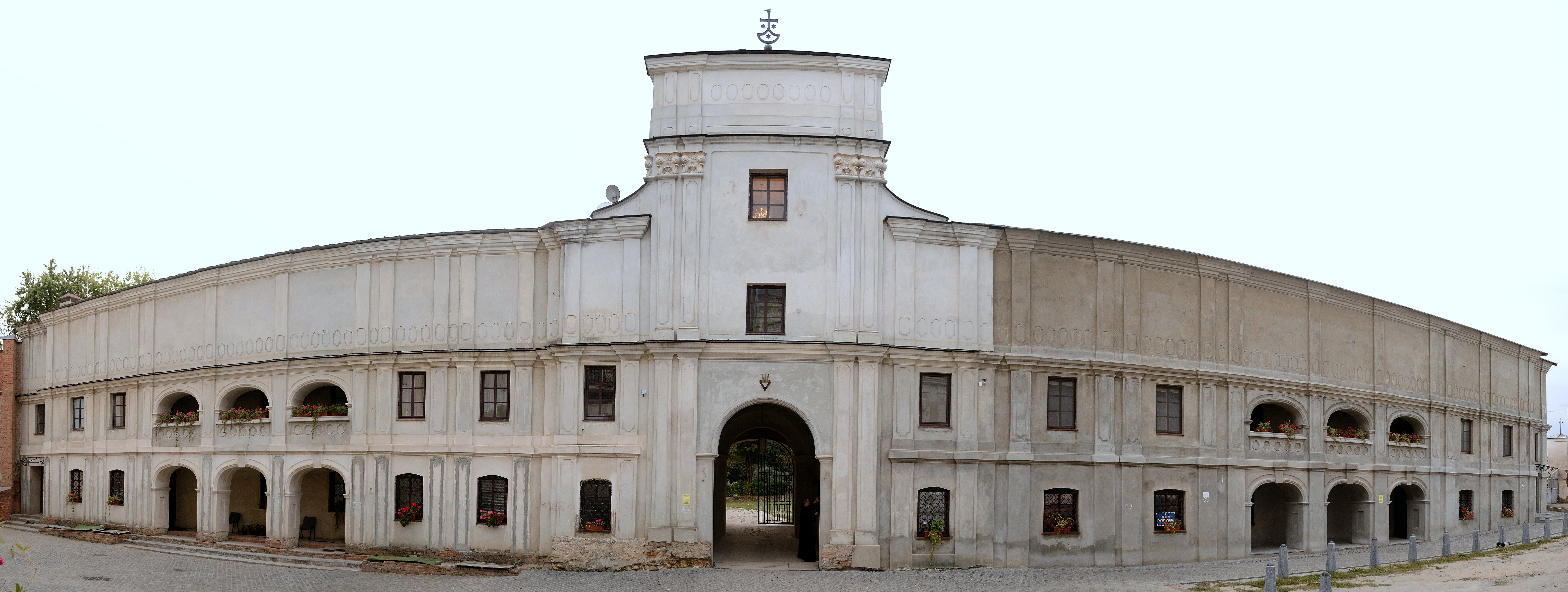
Bâtiments de la porte classés[4].
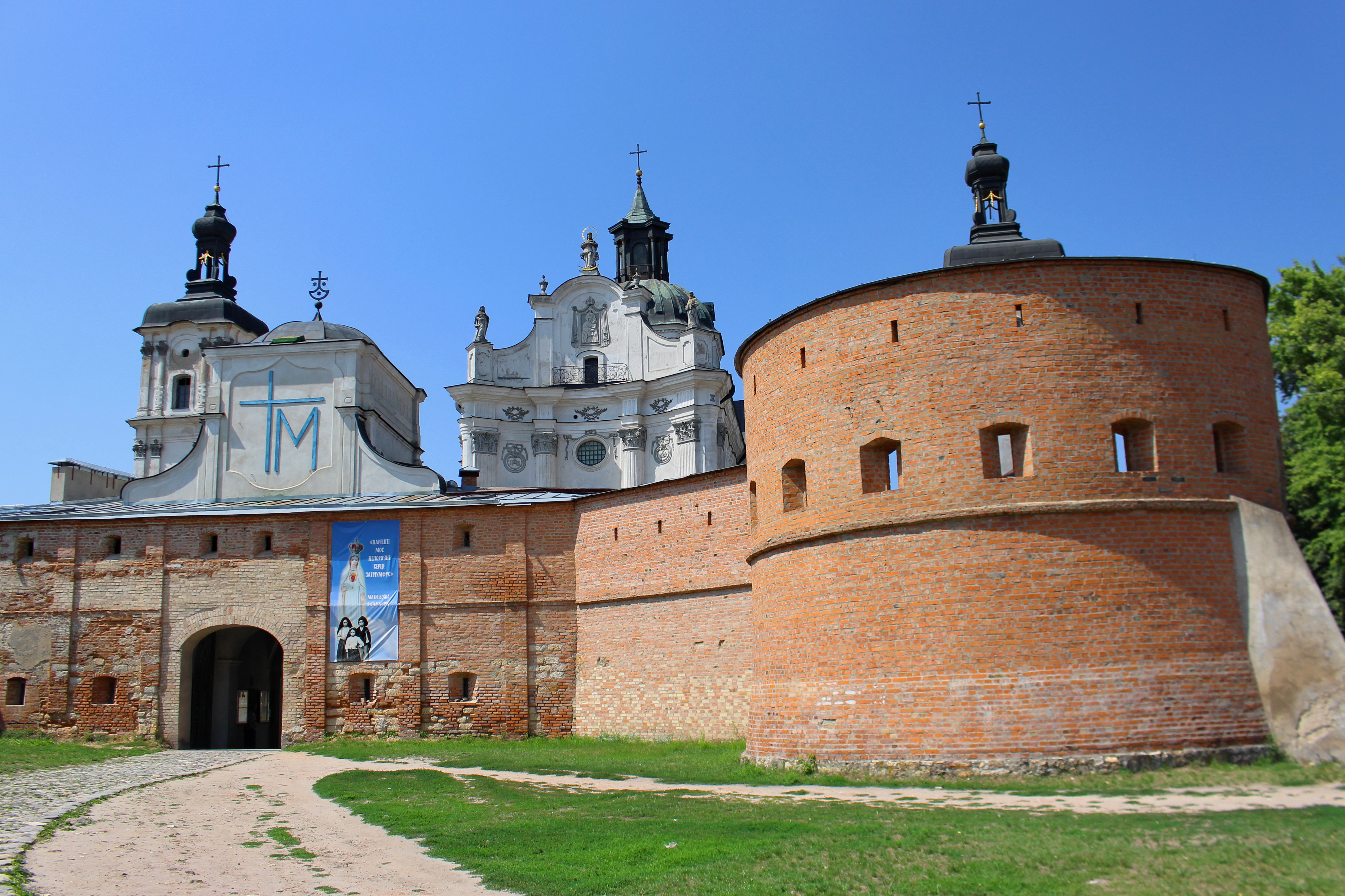
Mur et tours classés[5].
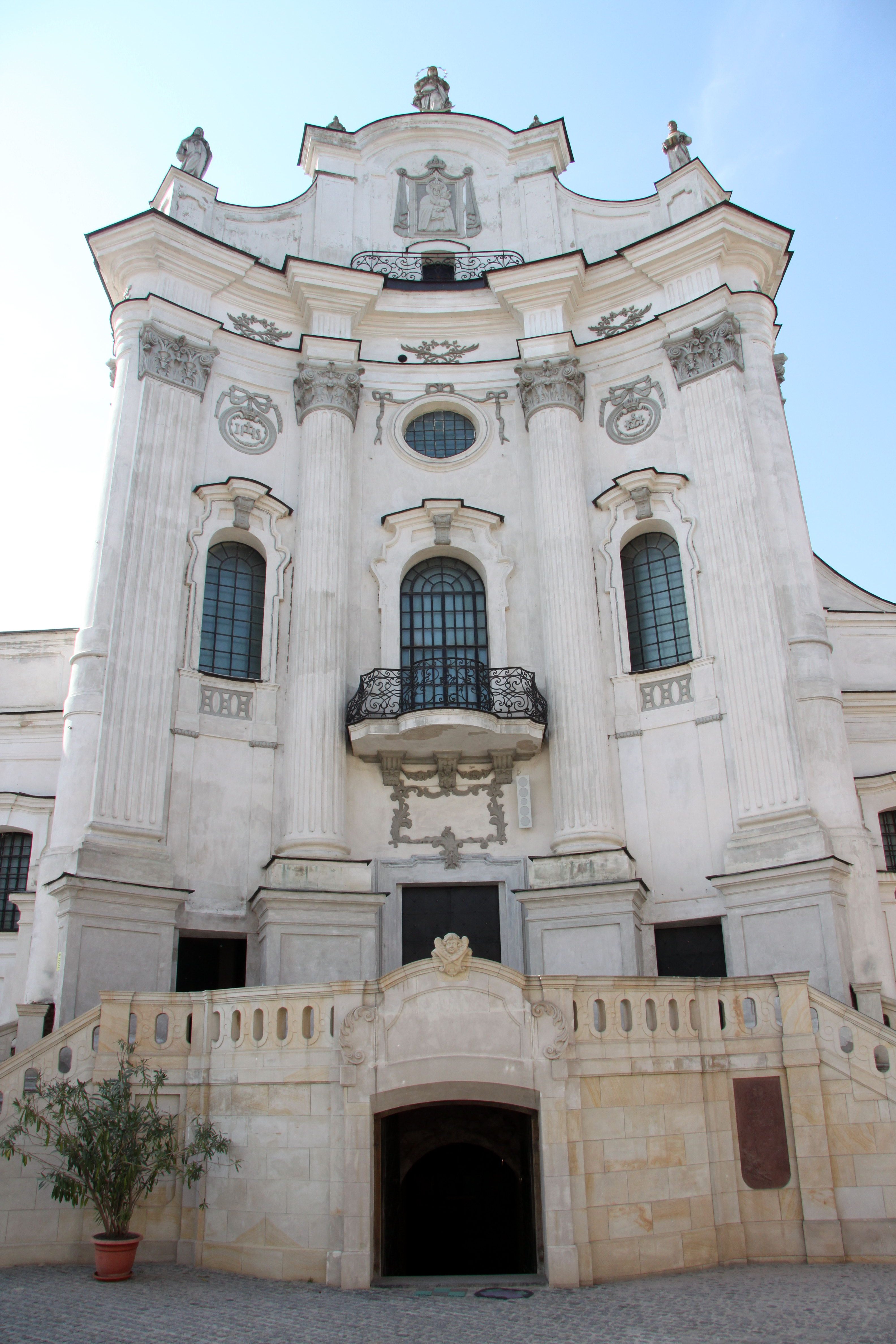
Façade de l'église classée[6].
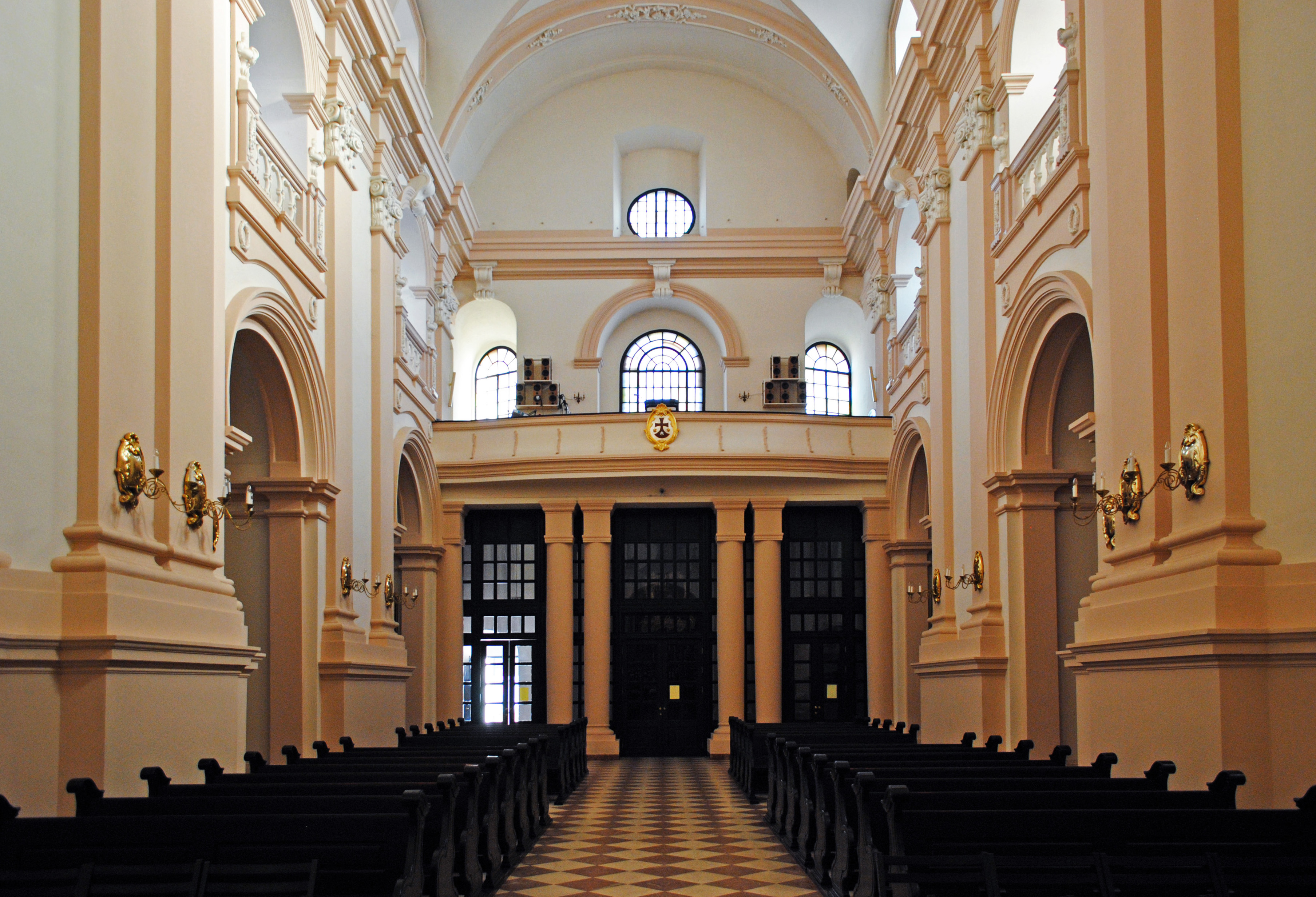
Nef et entrée.
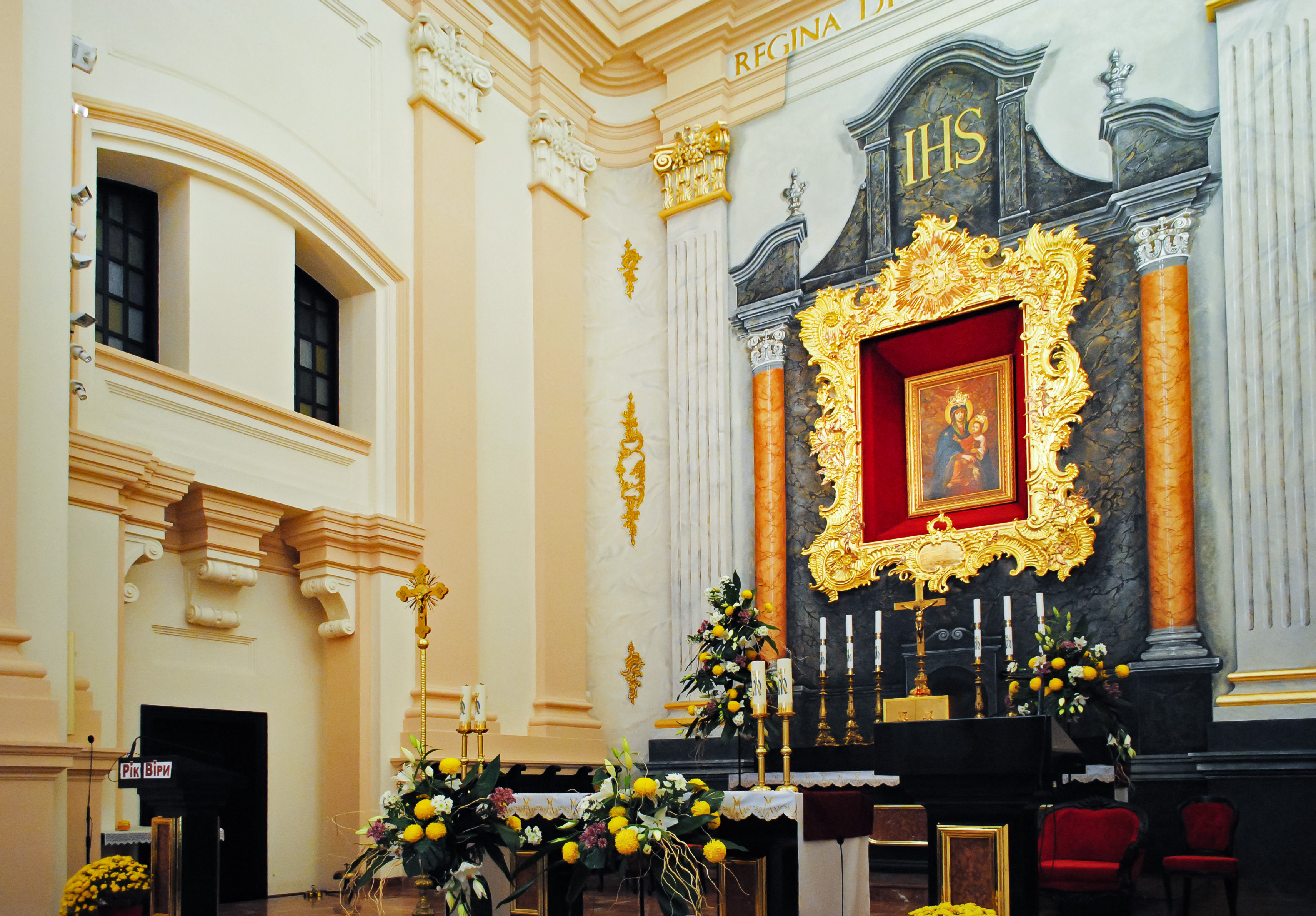
Autel avec l'icône.